# Tampon de gare

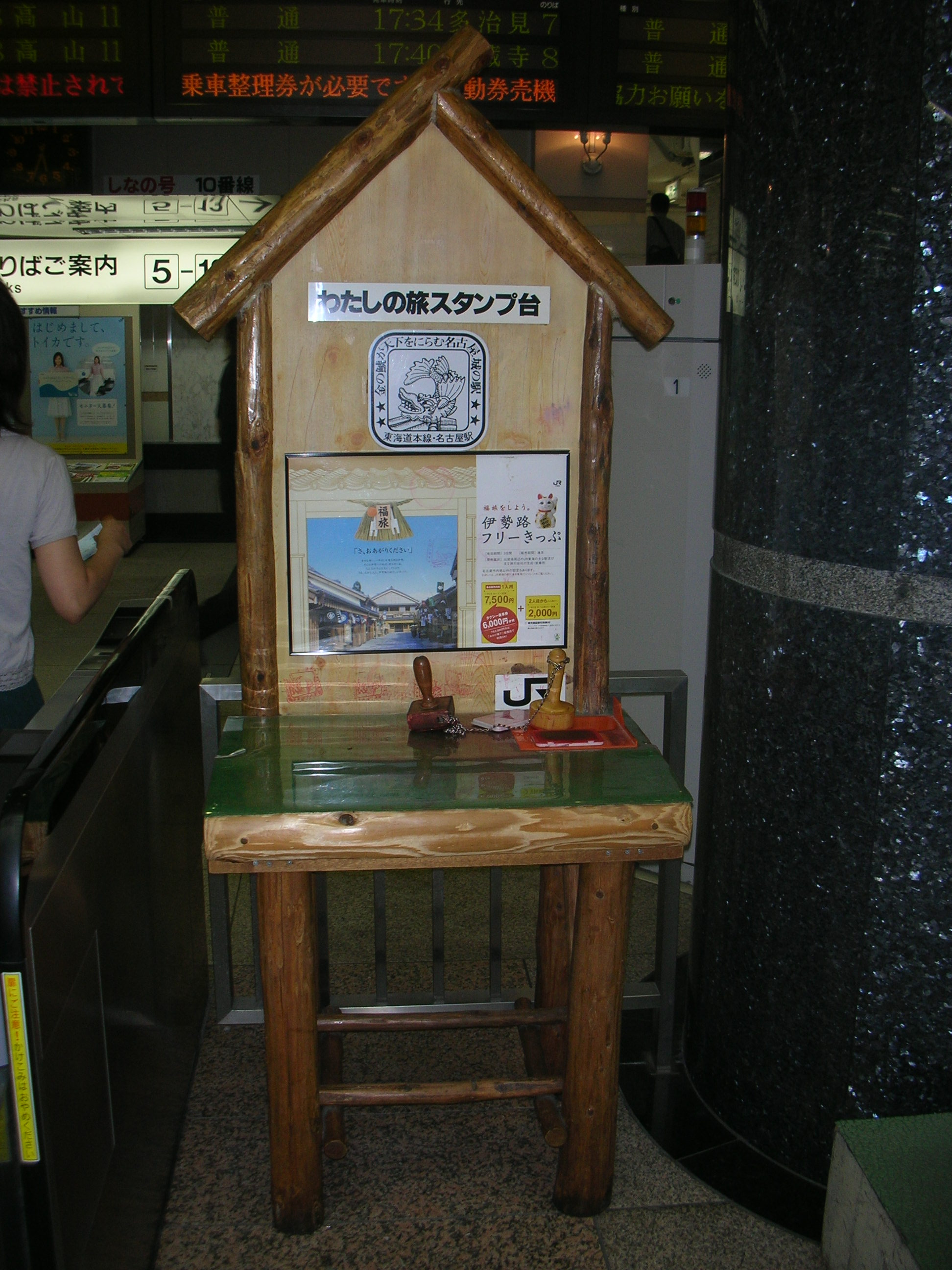
Un stand de tampon à la gare de Nagoya

Un eki stamp (駅スタンプ), ou tampon de gare en français, est un tampon encreur en caoutchouc à collectionner, que l'on trouve à l'origine dans de nombreuses gares au Japon et à Taïwan. 

## Étymologie
Eki veut dire « gare » en japonais. Stamp (prononcé « sutanpu » en japonais), vient de l’anglais et signifie « tampon » ou « timbre ».

## Description
Leurs conceptions comportent généralement des images emblématiques de la ville associée à la station ou de ses environs, telles que des monuments, des mascottes et des produits produits localement. Un événement d'une durée limitée impliquant des tampons de gare relatifs à un thème spécifique, en particulier une collaboration avec un produit de la culture populaire japonaise, est souvent appelé rallye de tampons. 

## Histoire
Certains[Qui ?] suggèrent que les tampons eki sont inspirés par le succès des carnets de tampons shuinchō.  
Les tampons de gare existent depuis au moins 1931, date à laquelle un tampon est créé et utilisé dans une gare de Fukui. Peu de temps après, des tampons Eki sont installés dans les principales gares du Japon. Ces stations de tamponnage sont équipées de tampons encreurs en caoutchouc à collectionner présentant des motifs uniques représentant la ville de la station ou ses attractions environnantes. Les voyageurs peuvent utiliser leurs propres carnets ou carnets de tampons pour collectionner ces tampons uniques à chaque lieu, ce qui en fait un moyen agréable de documenter leur voyage. Des tampons existent dans presque toutes les gares dotées de personnel au Japon. Les tampons sont également couramment présents à d'autres points d'embarquement de passagers, comme les stations de métro, les aéroports, les ports et les zones de service autoroutières.